# Pomnik Fryderyka Chopina w Poznaniu
Pomnik Fryderyka Chopina w Poznaniu – pomnik polskiego pianisty i kompozytora Fryderyka Chopina znajdujący się obecnie w parku jego imienia.

## Charakterystyka
Pomnik został odsłonięty w 1923 roku w parku im. Stanisława Moniuszki, u zbiegu ulic Chopina, Libelta i alei Niepodległości.  Autorem marmurowego popiersia, był poznański rzeźbiarz Marcin Rożek. W 1939 roku pomnik został ukryty i tak doczekał końca okupacji. W 1961 roku został ponownie odsłonięty w parku im. Fryderyka Chopina. Park ten, utworzony w miejscu dawnych ogrodów jezuickich, znajduje się na tyłach poznańskiej fary. W roku 1997 pomnik został poważnie uszkodzony. Naprawione popiersie umieszczono w Sali Białej Urzędu Miejskiego, a na jego miejscu ustawiono kopię.